# Federico I di Prussia
Federico I di Hohenzollern (Königsberg, 11 luglio 1657 – Berlino, 25 febbraio 1713) è stato il principe elettore di Brandeburgo dal 1688 al 1713, l'ultimo duca di Prussia dal 1688 al 1701 e il primo re in Prussia dal 1701 al 1713.
Con la sua ascesa ad un trono regale, Federico di Prussia ottenne di strappare la Prussia dal predominio del vecchio sistema governativo del Sacro Romano Impero, oltre a far diventare il proprio regno uno degli stati principali dell'area tedesca preludendo al ruolo della Prussia nel processo di unificazione ottocentesco.

## Biografia

### I primi anni
Nato a Königsberg, era il terzo figlio di Federico Guglielmo I di Brandeburgo e della sua prima moglie Luisa Enrichetta d'Orange, figlia maggiore del principe Federico Enrico d'Orange e di Amalia di Solms-Braunfels. Suo cugino per parte di madre era il re Guglielmo III d'Inghilterra.
Il 29 luglio venne battezzato nella cappella del castello di Königsberg ma, poiché era di costituzione debole e malato, le sue possibilità di sopravvivenza e successione al trono vennero quasi del tutto scartate. Il tutto era peggiorato dopo il parto, in quanto l'ostetrica lo aveva estratto per una spalla deformandolo e rendendolo storpio per il resto della sua vita e facendo sì che poi il popolo di Berlino lo chiamasse familiarmente "Fritz pendente". Contrariamente alle aspettative, però, Federico crebbe sano e forte sotto la guida del tutore, Otto von Schwerin, dal momento che i suoi genitori erano frequentemente assenti da Berlino. Schwerin venne affiancato anche dalla perizia di Eberhard von Danckelmann.
Il 23 marzo 1664, suo padre, certo ormai che il Principato di Halberstadt sarebbe passato per eredità alla sua famiglia, decise di concederlo al maggiore dei suoi figli sopravvissuti, Carlo Emilio, che precedeva Federico nella successione al trono del Brandeburgo. L'elettore Federico Guglielmo prediligeva molto Carlo Emilio, mentre era meno incline a favorire Federico il quale, a causa dei suoi problemi fisici, era apprezzato con amore incondizionato dalla madre. Quando Federico aveva dieci anni, sua madre Luisa Enrichetta morì ed un anno più tardi suo padre si risposò con Sofia Dorotea di Schleswig-Holstein-Sonderburg-Glücksburg. Al contrario di Luisa Enrichetta, Dorotea era una donna di aspetto non particolare e soprattutto aveva un temperamento più semplice e meno incline alle tenerezze ed è per questo che il rapporto tra Federico e la matrigna non fu mai buono.
Federico nel 1673 si fidanzò con l'allora dodicenne Elisabetta Enrichetta d'Assia-Kassel, un'unione questa non dettata da fini dinastici, ma da puro amore.
Entrato per volere del padre nell'esercito del Brandeburgo, nel 1670 Federico venne nominato capitano di una compagnia a cavallo, ruolo che tuttavia non poté esercitare a causa dei suoi problemi di salute; non ottenne pertanto ulteriori promozioni in tal senso.

### Principe ereditario
Il 7 dicembre 1674 suo fratello Carlo Emilio morì dopo una breve malattia, lasciando il titolo di principe ereditario del Brandeburgo a Federico. Il giovane principe, il cui ruolo ora era diventato primario nella casata degli Hohenzollern, accompagnò subito il padre nella Seconda guerra del nord e nelle campagne militari in Pomerania tra il 1675 ed il 1678, oltre alla spedizione contro la Svezia del 1679. Sopravvissuto ad una grave malattia, Federico decise di ritirarsi dal campo di battaglia e sposò la principessa Elisabetta Enrichetta il 13 agosto 1679 a Potsdam, ritirandosi poi nel castello di Köpenick, dove la coppia visse appartata.
Il rapporto tra Federico e suo padre si deteriorò ulteriormente negli ultimi anni, quando la successione del giovane principe ormai stava approssimandosi; questa rivalità emerse in maniera prorompente anche nel testamento dell'elettore Federico Guglielmo che, non potendo negare a Federico la primogenitura, favorì largamente i figli nati dal suo secondo matrimonio, costringendo Federico a dividere le proprie terre con i suoi fratelli.
Elisabetta Enrichetta morì di vaiolo il 7 luglio 1683 durante la gravidanza e quando anche l'infezione venne debellata, ma ormai sua moglie stava morendo, a Federico venne permesso di visitarla, tenendo poi un lutto strettissimo. L'anno successivo, Federico si risposò con la quindicenne Sofia Carlotta di Hannover, matrimonio da cui il 15 agosto 1688 nacque Federico Guglielmo, futuro erede al trono.
Nel 1686 giunse alla corte di Berlino l'inviato austriaco barone Fridag von Goedens zu Nutze per portare novella del fatto che l'imperatore Leopoldo I, avendo visto come il principe elettore aveva accolto l'anno precedente gli esuli ugonotti dalla Francia, aveva deciso di far tornare la Slesia entro i domini degli Asburgo. Questa regione era stata ceduta all'elettore dall'imperatore per ricompensarlo dell'aiuto che egli aveva concesso contro la Francia. Quest'ultima azione intrapresa ai danni del Brandeburgo era ovviamente una chiara intenzione dell'imperatore di limitare l'influenza e l'espansione della potenza prussiana. Dopo la morte di suo padre, Federico dichiarò nullo quel contratto e gettò quindi le basi per la Prima guerra di Slesia, che sarà intrapresa poi da suo nipote Federico il Grande.
Il 7 aprile 1687 morì Luigi, fratello minore di Federico. Il principe ereditario entrò quindi a far parte del consiglio privato del padre, pur con qualche riserva da parte del genitore, che seguitava a non vederlo di buon occhio. Nonostante la diffidenza reciproca tra i due, il ruolo di Federico era divenuto preminente al trono.

### Principe elettore

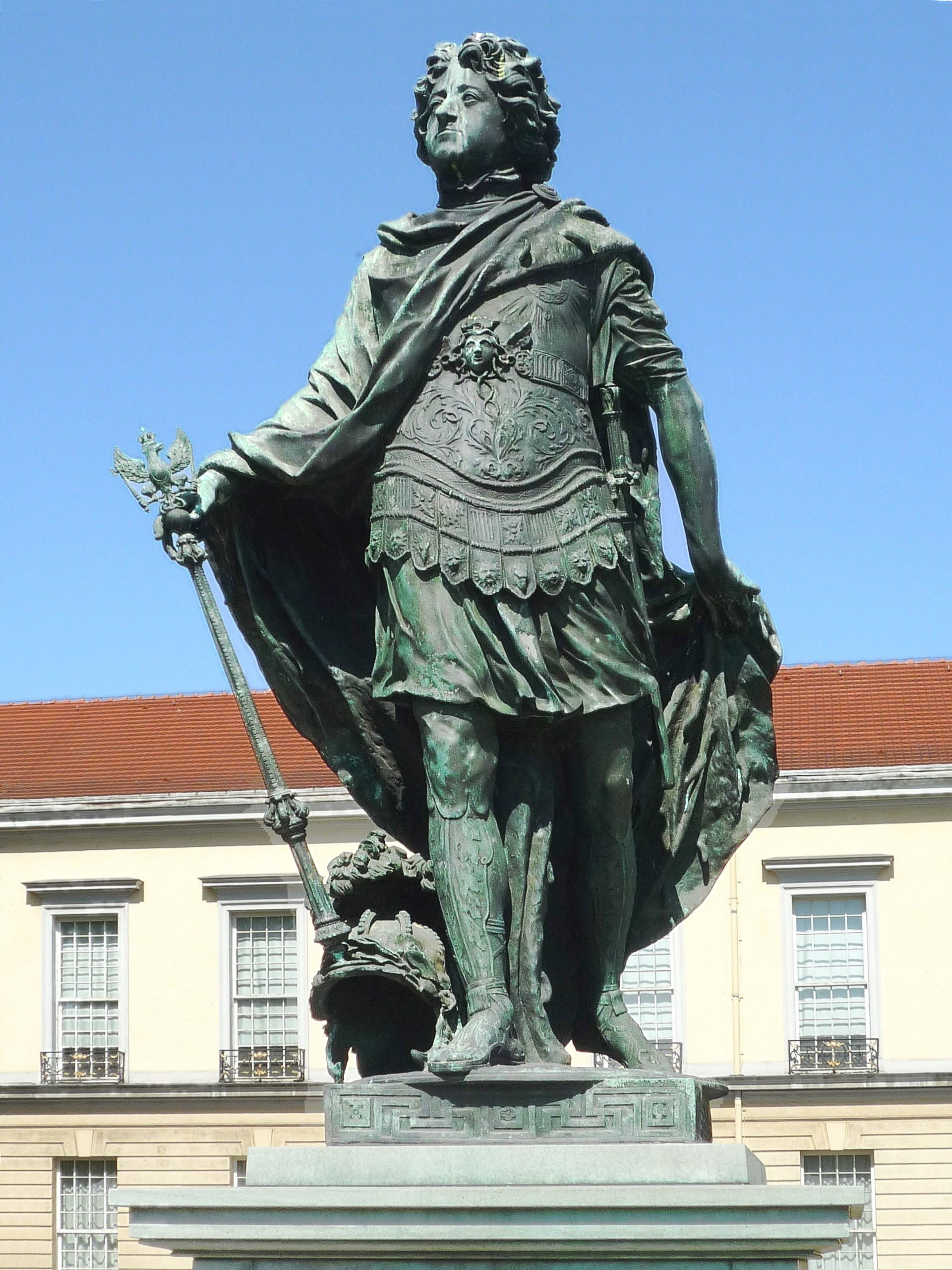
Il giovane principe-elettore Federico III di Brandeburgo, in una statua al castello di Charlottenburg a Berlino

Federico Guglielmo morì il 9 maggio 1688 e, una settimana dopo la sua morte, il consiglio venne presieduto per la prima volta da Federico, che discusse nell'ordine del giorno dell'apertura del testamento di suo padre. Contrariamente alle disposizioni di suo padre ed alla legge prussiana, Federico era intenzionato a non dividere i territori paterni tra lui ed i suoi fratelli, al fine di preservare la potenza e l'unità nazionale che il Brandeburgo aveva da poco tempo consolidato nell'area germanica. Di comune accordo con la matrigna, dunque, Federico III decise di consentire al maggiore dei suoi fratellastri, Filippo Guglielmo, di riacquistare a proprie spese il territorio del margraviato di Schwedt (un tempo parte del Brandeburgo e che il loro padre, Federico Guglielmo, aveva venduto per mancanza di fondi), al fine di costituirne uno stato e accantonare le ambizioni dei fratelli sulla corona del Brandeburgo.
Prese le redini del governo, l'elettore Federico III supportò la Guerra della Grande Alleanza contro la Francia nel novembre del 1688 e, da quell'anno al 1697, prese parte alla Guerra di Successione palatina, inviando delle truppe a favore degli imperiali. Fu in questi scontri (e nello specifico nell'assedio di Kaiserwerth ed in quello di Bonn) che Federico III dimostrò il proprio valore militare ed il proprio coraggio, che da sempre erano rimasti sommessi a causa dei suoi difetti fisici, iniziando ad essere apprezzato anche da molti militari al suo seguito. Fu da quegli anni che iniziò a balenare nella mente di Federico III l'idea di costituire uno stato di maggior peso e possibilmente di raggiungere anche il rango di regno, grazie anche all'aiuto della moglie Sofia Carlotta di Hannover, donna intelligente ed emancipata. Le prime consultazioni che egli avviò presso la corte viennese, gli valsero un netto rifiuto, il che portò Federico III ad avere un atteggiamento meno accondiscendente nei confronti dell'imperatore. Nel 1697 egli fece arrestare il primo ministro Denckelman per cospirazione nei suoi confronti e lo fece deportare nella cittadella di Spandau, ove rimarrà sino al 1707. Con questo atto Federico III colse l'occasione per riformare anche il proprio consiglio privato e privarlo di alcuni poteri decisionali, posizione utile per il futuro del suo stato e per l'affermazione dell'assolutismo in Prussia.
Dopo la morte di Carlo II d'Asburgo, re di Spagna, il 1º novembre 1700, si aprì una controversia sulla sua successione al trono, il che destò l'attenzione dell'elettore Federico III perché certamente gli Asburgo avrebbero avuto bisogno di nuovi alleati per la guerra contro la Francia. Come previsto dall'elettore, infatti, l'imperatore Leopoldo I si rivolse a lui per richiedere un aiuto nella guerra contro i Borboni per l'acquisizione del trono spagnolo, e per tutta risposta Federico III ripropose la questione della concessione del titolo regio. Pressato da ingenti difficoltà economiche, l'imperatore cedette alle pressioni del margravio di Brandeburgo e gli concesse il titolo di re. Federico, in cambio, avrebbe dovuto pagare 2.000.000 di ducati all'imperatore Leopoldo I, oltre a 600.000 ducati al clero tedesco e 20.000 talleri ai gesuiti per l'intercessione di padre Wolf presso la corte viennese. Federico prese le parti dell'imperatore nella guerra spagnola con 8.000 soldati prussiani.

### ReinPrussia

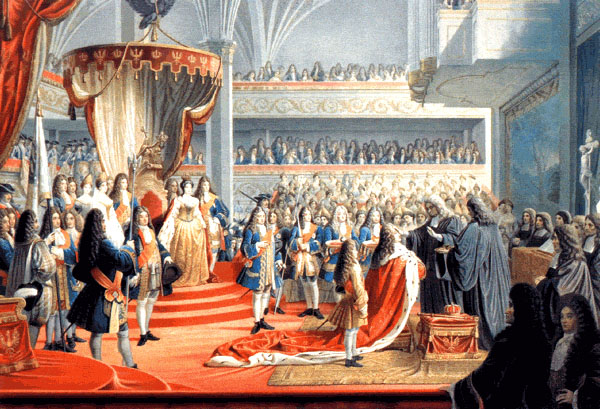
L'unzione sacra di Federico I avvenuta nel 1701 a Königsberg come parte della cerimonia per la sua incoronazione

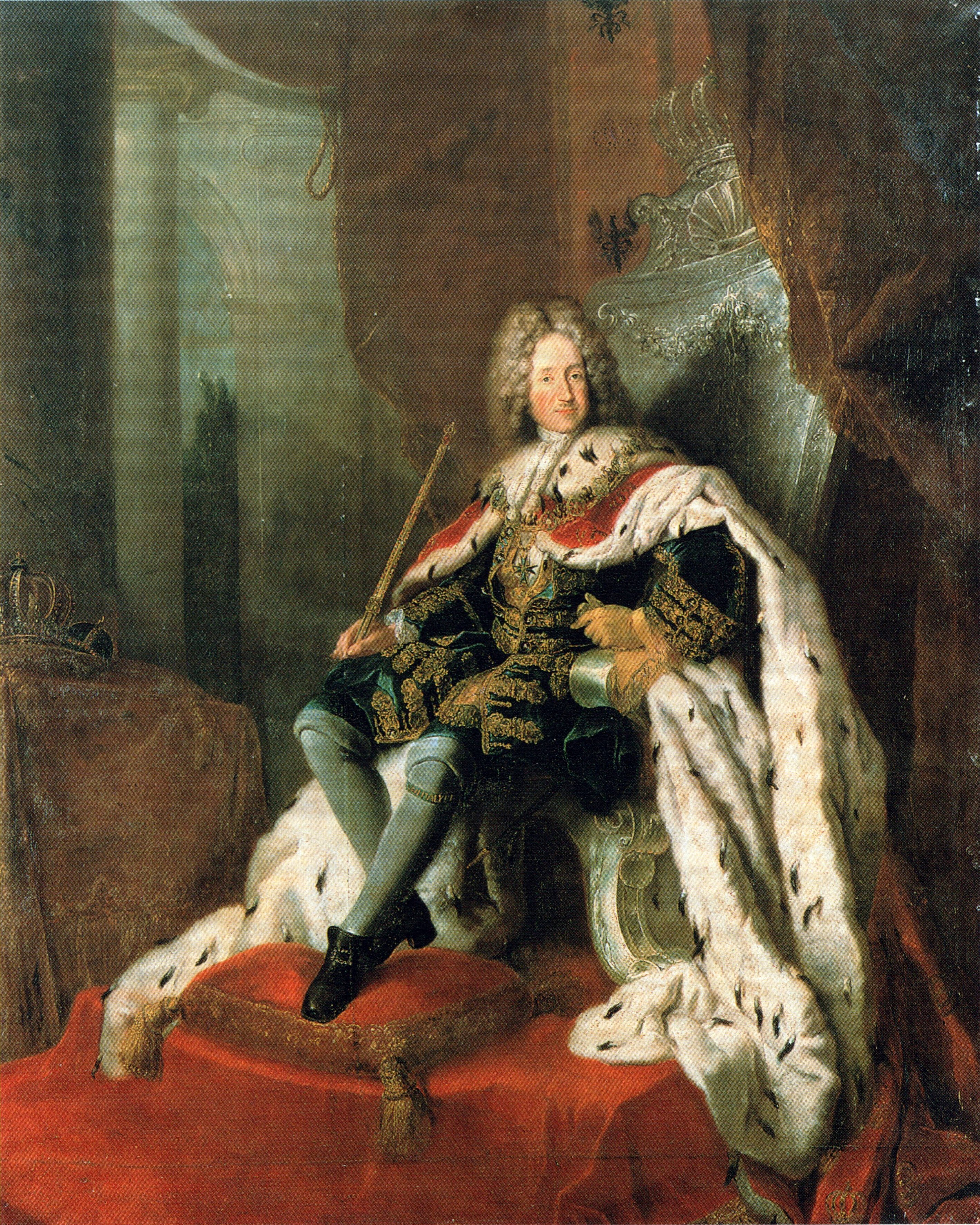
Federico I, re in Prussia, in un ritratto di Friedrich Wilhelm Weidemann

Il 13 dicembre 1700 l'elettore Federico III di Brandeburgo ricevette l'autorizzazione definitiva dell'imperatore Leopoldo I ad essere eletto alla carica di re. Il titolo preciso che venne assegnato era quello di "Re in Prussia" e non "Re di Prussia", in quanto comunque l'autorità regia rimaneva sottoposta a quella dell'Imperatore del Sacro Romano Impero di cui il re, quale elettore del Brandeburgo, era suo vassallo (solo suo nipote, Federico II di Prussia, sarà il primo re prussiano a rendersi completamente indipendente dall'Impero ed a poter utilizzare la titolatura di "Re di Prussia"). Per sostenere la propria tesi, inoltre, Federico aveva addotto il fatto che in effetti la Prussia non era mai appartenuta al Sacro Romano Impero e come tale non vi erano ostacoli per l'imperatore nel concedergli il titolo regale. Federico venne aiutato nei negoziati da Charles Ancillon.
L'incoronazione di Federico III (che ora assunse il nome di Federico I), ebbe luogo il 18 gennaio 1701 al castello di Königsberg. Il Papa, ad ogni modo, non accettò mai l'incoronazione a re di Federico di Brandeburgo, innanzitutto perché la Prussia era uno stato luterano dal 1525 e inoltre perché il padre di Federico, l'elettore Federico Guglielmo, aveva rappresentato la fazione protestante contro le pretese del papato alla Pace di Vestfalia. Per tutta risposta alla politica di opposizione dello Stato Pontificio, Federico I decise al momento della sua incoronazione di farsi ungere, come da tradizione, con olio da due pastori protestanti.
Nel 1702, Federico I ereditò da Guglielmo III d'Orange le contee di Lingen e Moers, confluite poi nella contea di Tecklenburg, acquisita poi da Federico nel 1707. Dal momento che Federico era calvinista, nel 1707 venne eletto anche principe di Neuchâtel, riconosciuto dal Trattato di Utrecht del 1713 a livello internazionale. Per questo motivo Federico ed i suoi discendenti porteranno anche i titolo di "principe sovrano di Orange, Neuchâtel e Valangin", consolidando ulteriormente l'influenza della casata degli Hohenzollern in Europa. Dopo la morte della seconda moglie Sofia Carlotta nel gennaio del 1705, a 36 anni, Federico sposò la ventiquattrenne Sofia Luisa di Meclemburgo il 27 novembre 1708.
Dal 2 luglio al 17 luglio 1709 Federico presenziò a Potsdam all'incontro dei tre re; egli accolse nella propria residenza Augusto II di Sassonia e Federico IV di Danimarca, accogliendoli con grandi festeggiamenti, al fine di realizzare dei contratti di aiuto reciproco anche a livello militare.
(Federico il Grande)
Federico I morì a Berlino il 25 febbraio 1713 e gli succedette Federico Guglielmo I, il suo primogenito. Il suo corpo venne sepolto in una preziosa tomba barocca decorata in oro nel duomo di Berlino.

## La politica di Federico I

### La politica culturale

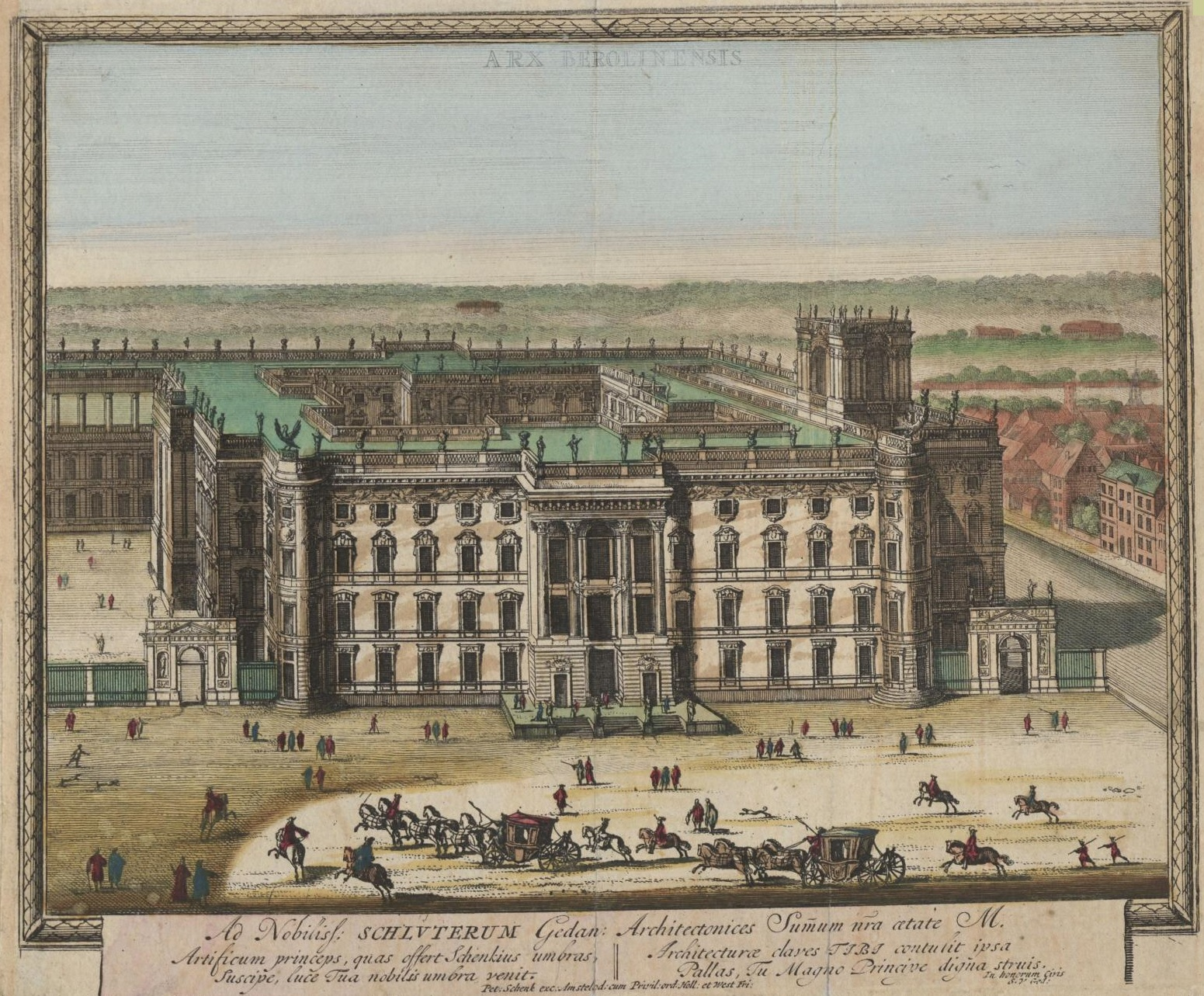
Il castello di Berlino dopo le ristrutturazioni di Andreas Schlüter

Federico incentrò la sua politica interna sulla cultura architettonica e sull'istruzione, al fine di porsi al pari con le altre grandi potenze europee. Nel 1696, ancora principe-elettore, si preoccupò di fondare l'Accademia d'arte, scultura e architettura di Berlino, oltre all'università di Hall nel 1694, la Kurfürstlich Brandenburgische Societät der Wissenschaften (più tardi Reale Accademia delle scienze prussiana) nel 1700, espandendo anche la biblioteca reale di Berlino. Durante il suo regno la Prussia divenne un richiamo per molti artisti, scienziati e letterati e fu proprio poco dopo la sua incoronazione che incaricò lo scultore di corte Andreas Schlüter della creazione della famosa "camera d'ambra", una delle meraviglie dell'epoca moderna nella composizione artistica e nell'arte dell'intaglio.
Egli si concentrò anche nell'ampliamento e nella ristrutturazione del castello di Berlino, al fine di farne una grande residenza barocca per sé, per la sua famiglia e per la sua corte. Fu sempre Andreas Schlüter, in qualità di architetto, a ricostruire il palazzo cittadino nella capitale, creando tra il 1695 ed il 1697 una delle più sontuose residenze prussiane dell'epoca, oltre alla Zeughaus nel 1694, il castello di Monbijou (1703) e quello di Charlottenburg dal 1695.
Nel complesso il suo periodo di regno può essere considerato una delle ere più ricche di storia culturale per il Brandeburgo, non senza i numerosi contraccolpi che questo sfarzo e la ricercatezza delle raffinatezze a corte comportò per la popolazione meno abbiente.

### La politica fiscale
Sotto il governo di Federico I, si aprì dal 1697 lo scandalo della cattiva amministrazione delle finanze statali da parte del primo ministro Johann Kasimir Kolbe von Wartenberg e del ministro delle finanze conte Wittgenstein e del suo successore conte Wartensleben. A peggiorare la già traballante situazione economica, la costruzione dei castelli di Berlino, Potsdam, Köpenick, Lietzenburg e altri, oltre alle feste sontuose, i gioielli e le raffinatezze di corte, ingigantì ulteriormente la situazione, superando di gran lunga il bilancio statale annuo nelle entrate (nell'anno 1712, su un totale di entrate di 4.000.000 di talleri, 561.000 erano destinati alle spese per la corte). Questo fatto portò ad un aumento della pressione fiscale, che andò ovviamente a gravare sulla parte della popolazione delle campagne che costituiva gran parte della cittadinanza.

## Il giudizio storico

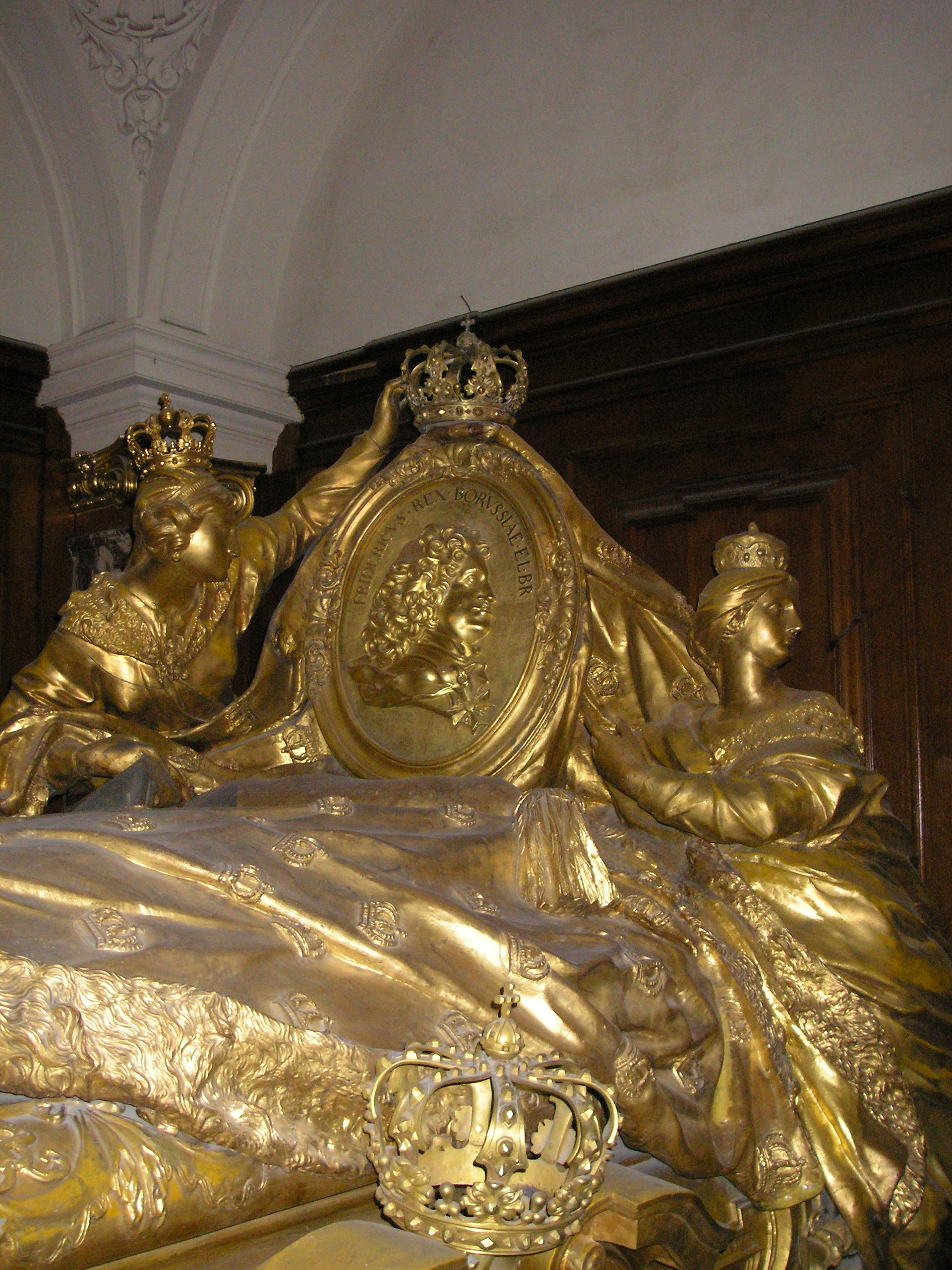
La tomba di Federico I di Prussia nel duomo di Berlino

Federico I di Prussia viene oggi perlopiù trascurato dalla storiografia. Così come egli era rimasto sin dalla gioventù all'ombra del padre, il Grande elettore, la storiografia darà sempre maggior peso a suo figlio, "il re soldato", e soprattutto a suo nipote Federico il Grande.
I principali giudizi sul suo operato come sovrano illuminato ci pervengono proprio da suo nipote Federico II di Prussia, che commentò così la figura di suo nonno:
(Federico il Grande)
Escluso per il resto dalla critica, questo verdetto su Federico I venne ripreso nel XX secolo, protendendo all'esaltazione del ruolo centrale della monarchia prussiana alla guida poi del popolo tedesco ed all'unità nazionale.

## Matrimoni ed eredi

### Primo matrimonio
Sposò, il 23 agosto 1679 a Potsdam, Elisabetta Enrichetta d'Assia-Kassel, figlia di Guglielmo VI d'Assia-Kassel. Ebbero una figlia:
- Luisa Dorotea (1680-1705), sposò Federico I di Svezia, non ebbero figli.

### Secondo matrimonio
Sposò, l'8 settembre 1684, Sofia Carlotta di Hannover, figlia di Ernesto Augusto di Brunswick-Lüneburg. Ebbero tre figli:
- Federico Augusto (1685-1686);
- figlio (nato e morto nel 1687);
- Federico Guglielmo (1688-1740).

### Terzo matrimonio
Sposò, il 28 novembre 1708, Sofia Luisa di Meclemburgo-Schwerin, figlia di Federico di Meclemburgo-Schwerin, dalla quale però non ebbe figli.

## Ascendenza
|                                            |                      |                                       | Genitori                            |  |  | Nonni |  |  | Bisnonni                           |  |  | Trisnonni                              |  |
|                                            |                      |                                       |                                     |  |  |       |  |  | Giovanni Sigismondo di Brandeburgo |  |  | Gioacchino III Federico di Brandeburgo |  |
|                                            |                      |                                       |                                     |  |  |       |  |  | Giovanni Sigismondo di Brandeburgo |  |  | Gioacchino III Federico di Brandeburgo |  |
|                                            |                      | Caterina di Brandeburgo-Küstrin       |                                     |  |  |       |  |  | Giovanni Sigismondo di Brandeburgo |  |  |                                        |  |
| Giorgio Guglielmo di Brandeburgo           |                      |                                       |                                     |  |  |       |  |  | Giovanni Sigismondo di Brandeburgo |  |  |                                        |  |
|                                            |                      | Anna di Prussia                       | Alberto Federico di Prussia         |  |  |       |  |  |                                    |  |  |                                        |  |
|                                            |                      | Anna di Prussia                       | Alberto Federico di Prussia         |  |  |       |  |  |                                    |  |  |                                        |  |
|                                            |                      | Anna di Prussia                       | Maria Eleonora di Jülich-Kleve-Berg |  |  |       |  |  |                                    |  |  |                                        |  |
| Federico Guglielmo I di Brandeburgo        |                      | Anna di Prussia                       |                                     |  |  |       |  |  |                                    |  |  |                                        |  |
|                                            |                      | Federico IV Elettore Palatino         | Ludovico VI del Palatinato          |  |  |       |  |  |                                    |  |  |                                        |  |
|                                            |                      | Federico IV Elettore Palatino         | Ludovico VI del Palatinato          |  |  |       |  |  |                                    |  |  |                                        |  |
|                                            |                      | Federico IV Elettore Palatino         | Elisabetta d'Assia                  |  |  |       |  |  |                                    |  |  |                                        |  |
| Elisabetta Carlotta di Wittelsbach-Simmern |                      | Federico IV Elettore Palatino         |                                     |  |  |       |  |  |                                    |  |  |                                        |  |
|                                            |                      | Luisa Giuliana di Nassau              | Guglielmo I d'Orange                |  |  |       |  |  |                                    |  |  |                                        |  |
|                                            |                      | Luisa Giuliana di Nassau              | Guglielmo I d'Orange                |  |  |       |  |  |                                    |  |  |                                        |  |
|                                            |                      | Luisa Giuliana di Nassau              | Carlotta di Borbone-Montpensier     |  |  |       |  |  |                                    |  |  |                                        |  |
| Federico I di Prussia                      |                      | Luisa Giuliana di Nassau              |                                     |  |  |       |  |  |                                    |  |  |                                        |  |
|                                            | Guglielmo I d'Orange | Guglielmo I di Nassau-Dillenburg      |                                     |  |  |       |  |  |                                    |  |  |                                        |  |
|                                            | Guglielmo I d'Orange | Guglielmo I di Nassau-Dillenburg      |                                     |  |  |       |  |  |                                    |  |  |                                        |  |
|                                            | Guglielmo I d'Orange | Giuliana di Stolberg-Werningerode     |                                     |  |  |       |  |  |                                    |  |  |                                        |  |
| Federico Enrico d'Orange                   | Guglielmo I d'Orange |                                       |                                     |  |  |       |  |  |                                    |  |  |                                        |  |
|                                            |                      | Louise de Coligny                     | Gaspard II de Coligny               |  |  |       |  |  |                                    |  |  |                                        |  |
|                                            |                      | Louise de Coligny                     | Gaspard II de Coligny               |  |  |       |  |  |                                    |  |  |                                        |  |
|                                            |                      | Louise de Coligny                     | Charlotte de Laval                  |  |  |       |  |  |                                    |  |  |                                        |  |
| Luisa Enrichetta d'Orange                  |                      | Louise de Coligny                     |                                     |  |  |       |  |  |                                    |  |  |                                        |  |
|                                            |                      | Giovanni Alberto I di Solms-Braunfels | Corrado di Solms-Braunfels          |  |  |       |  |  |                                    |  |  |                                        |  |
|                                            |                      | Giovanni Alberto I di Solms-Braunfels | Corrado di Solms-Braunfels          |  |  |       |  |  |                                    |  |  |                                        |  |
|                                            |                      | Giovanni Alberto I di Solms-Braunfels | Elisabetta di Nassau-Dillenburg     |  |  |       |  |  |                                    |  |  |                                        |  |
| Amalia di Solms-Braunfels                  |                      | Giovanni Alberto I di Solms-Braunfels |                                     |  |  |       |  |  |                                    |  |  |                                        |  |
|                                            |                      | Agnese di Sayn-Wittgenstein           | Ludovico I di Sayn-Wittgenstein     |  |  |       |  |  |                                    |  |  |                                        |  |
|                                            |                      | Agnese di Sayn-Wittgenstein           | Ludovico I di Sayn-Wittgenstein     |  |  |       |  |  |                                    |  |  |                                        |  |
|                                            |                      | Agnese di Sayn-Wittgenstein           | Anna di Solms-Braunfels             |  |  |       |  |  |                                    |  |  |                                        |  |
|                                            |                      | Agnese di Sayn-Wittgenstein           |                                     |  |  |       |  |  |                                    |  |  |                                        |  |